# Circaetus beaudouini
Circaetus beaudouini là một loài chim trong họ Accipitridae.
Loài này được tìm thấy ở vùng Sahel của Tây Phi. Nó tạo thành một siêu loài với Circaetus gallicus và Circaetus pectoralis Cổ Bắc giới. Loài chim này dường như đang giảm về số lượng và Liên minh Bảo tồn Thiên nhiên Quốc tế đã đánh giá loài này là một "loài dễ bị tổn thương".
Sải cánh dài 170 cm (67 inch).